# Synagoge (Turckheim)
Die Synagoge in Turckheim, einer französischen Gemeinde im Département Haut-Rhin der historischen Region Elsass, befand sich in der Rue des Vignerons Nr. 7. Das ehemalige Synagogengebäude wurde in das Inventar des Kulturerbes aufgenommen.
Der Betraum war in einem Gebäude der Stadt eingerichtet. Er wurde bis Anfang des 20. Jahrhunderts genutzt und danach besuchten die Turckheimer Juden die Synagoge in Wintzenheim. 
Das Gebäude wird heute als Wohnhaus genutzt.